# Anarta ochrea
Anarta ochrea är en fjärilsart som beskrevs av Debauche 1929. Anarta ochrea ingår i släktet Anarta och familjen nattflyn. Inga underarter finns listade i Catalogue of Life.